# メアリー・タイラー・ムーア
メアリー・タイラー・ムーア（Mary Tyler Moore, 1936年12月29日 - 2017年1月25日）は、アメリカ合衆国の女優、コメディアン。これまでにアカデミー主演女優賞ノミネートのほか、7度のエミー賞受賞に輝いている。

## 経歴
1936年、ニューヨーク市ブルックリン出身。3人兄弟姉妹の長女。8歳のときにカリフォルニア州へと引っ越し、のちにハリウッドにある有名校イマキュレット・ハート高校に進学した。
17歳のとき、テレビコマーシャルに出演してから女優のキャリアを歩み始め、これまでに多くのテレビ番組へ出演した。なかでも、広く知られている番組はシットコム『メアリー・タイラー・ムーア・ショウ』（1970年 - 1977年）である。このときは、ミネアポリスのテレビ局WJM-TVで報道番組プロデューサーをつとめる30歳過ぎの独身女性メリー・リチャーズ役を演じた。他にもカール・ライナーに見出され出演が決まり、自身の出世作となったコメディ番組『ディック・ヴァン・ダイク・ショウ』（1961年 - 1966年）でディック・ヴァン・ダイクとともに主演をつとめるなど、この当時の約20年における往年の名作コメディを語る上で欠かせぬほどの影響を与えた人物として知られる。
また映画出演もこなしている。特にロバート・レッドフォード初監督作品『普通の人々』（1980年）では、それまで見せていたコメディアンのイメージを真っ向から覆す役作り、演技を見せ、アカデミー主演女優賞ノミネートを受けた。
女優業のみならず精力的なチャリティー活動家、政治運動家としての顔も持ち、糖尿病や動物の権利保護といった分野に力を注いでいた。

1969年には夫のグラント・ティンカーと共にMTMプロダクションを設立し、「ヒルストリート・ブルース」「事件記者ルー・グラント」などの制作に携わった。社名のMTMは彼女のイニシャルである。
2017年1月25日、コネチカット州の病院で死去。80歳没。

## 主な作品

### テレビ
- ディック・ヴァン・ダイク・ショウ - The Dick Van Dyke Show （1961年 - 1966年）
- メアリー・タイラー・ムーア・ショウ - The Mary Tyler Moore Show （1970年 - 1977年）
- Stolen Babies （1993年）
- エレン・ショウ - The Ellen Show （2001年）
- ザット'70sショー - That '70s Show （2006年）

### 映画
- 宇宙船Xー１５号 - X-15 (1961年)
- モダン・ミリー - Thoroughly Modern Millie （1967年）
- 普通の人々 - Ordinary People （1980年）
- オータム・ストーリー - Six Weeks （1982年）
- 女ざかり/ホリーとサンディ - Just Between Friends (1986年)